# Metekhi
Metekhi (en géorgien : მეტეხი) est un quartier historique de Tbilissi, surplombamt la rive droite de la Mtkvari. Le quartier abrite la célèbre église de Metekhi.

## Historique

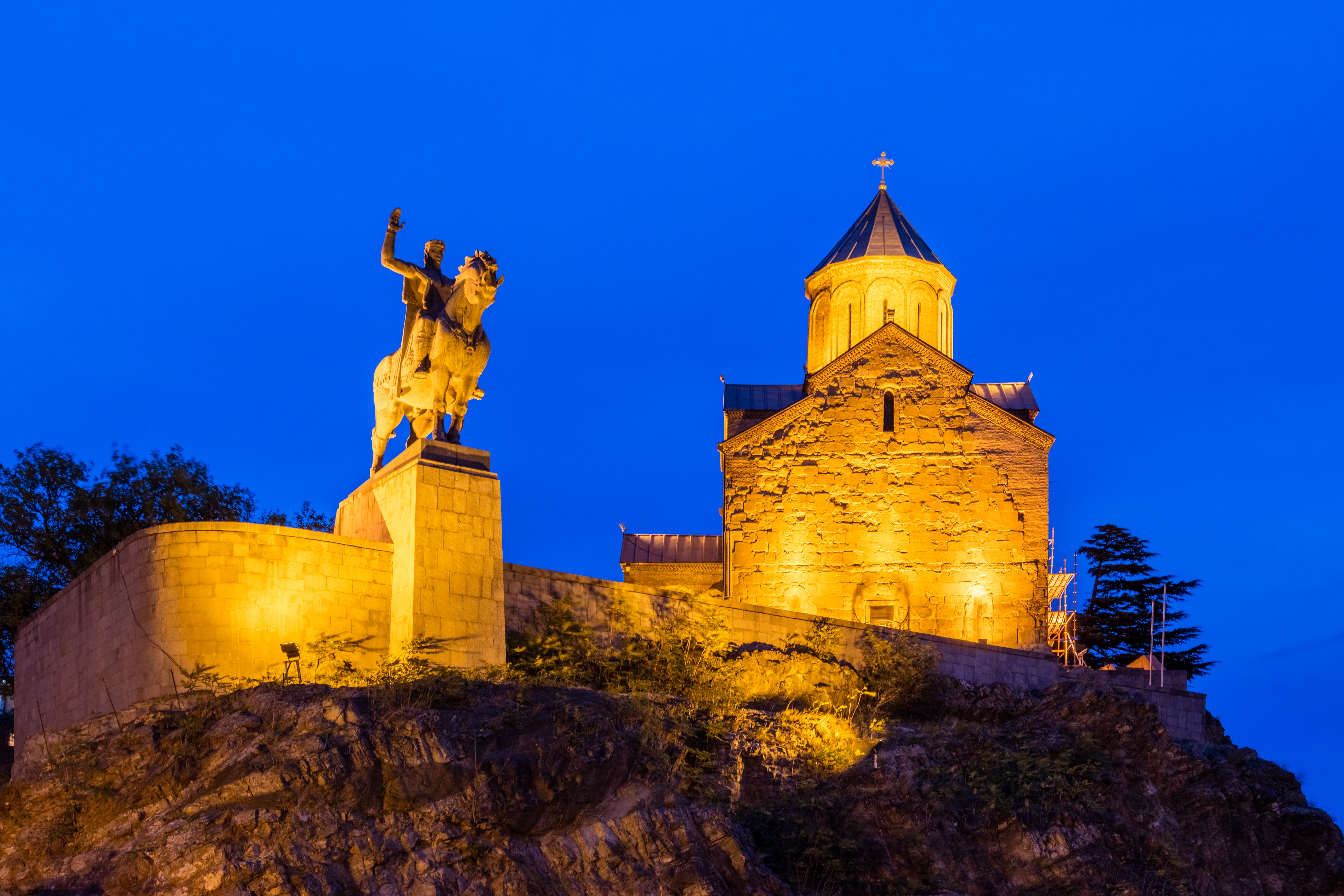
Église de la Dormition de Metekhi et statue équestre de Vakhtang Ier d’Ibérie.

Le quartier est l'un des plus anciens de la ville, la tradition dit que Vakhtang Ier, fondateur de Tbilissi, y érigea sa forteresse et une église.
Une partie des bâtiments historiques sont détruits en 1959 pour permettre la construction du pont de Metekhi. La statue équestre de Vakhtang Ier date de 1967.